# Parametrična enačba
Parametrična enačba je v matematiki način, s katerim opišemo relacijo z uporabo parametrov. Parameter je vrsta spremenljivke. Najenostavnejši kinematični zgled je uporaba časa za določitev gibanja telesa.
S parametrično obliko enačbe je relacija določena kot množica enačb. 

## Parametrična oblika enačbe za parabolo in krožnico
Parametrična oblika parabole {\displaystyle y=x^{2}\,} je 
{\displaystyle x=t\,}
{\displaystyle y=t^{2}.\,}
Podobno je parametrična oblika enačbe za krožnico
{\displaystyle x=a\cos(t)\,}
{\displaystyle y=a\sin(t),\,}
kjer parameter {\displaystyle t\,} lahko zavzame vrednosti med {\displaystyle 0\,} in {\displaystyle 2\pi \,}.

## Zgled  v treh razsežnostih
Krivuljo vijačnico lahko prikažemo v treh razsežnostih z enačbami 
{\displaystyle x=a\cos(t)\,}
{\displaystyle y=a\sin(t)\,}
{\displaystyle z=bt\,}.
Krivulja ima polmer enak {\displaystyle a\,} in se dvigne za {\displaystyle 2\pi b\,} v enem obratu. Prvi dve enačbi se ujemata z enačbo krožnice. 
Včasih se zgornje enačbe pišejo v obliki
{\displaystyle r(t)=(x(t),y(t),z(t))=(a\cos(t),a\sin(t),bt)\,}.

## Parametrične oblike enačb ploskev
Torus, ki ima večji polmer enak {\displaystyle R\,} in manjšega {\displaystyle r\,}, ga v parametrični obliki opišemo z enačbami
{\displaystyle x=\cos(t)(R+r\cos(u)),}
{\displaystyle y=\sin(t)(R+r\cos(u)),}
{\displaystyle z=r\sin(u)}
kjer pa parametra t in u lahko zavzameta vrednosti med {\displaystyle 0\,} in {\displaystyle 2\pi \,}.